# Karate klub "Beli Manastir 98"
Karate klub "Beli Manastir 98" (skraćeni naziv: KK "Beli Manastir 98"), Klub je osnovan 17. listopada 1998. godine pod vodstvom dva trenera: Željke Lončarić i Dalibora Svetličića. Od tada do danas u njemu je programe početničkih i naprednih karate vještina pohađalo oko 800 djece i mladih s područja Baranje te je pri tome velik broj njih uspjelo na različitim nacionalnim i međunarodnim natjecanjima postići vrhunske sportske rezultate. Nadarenost, upornost i usvojene karate vještine Klubu nisu donijele samo natjecateljska priznanja, već su prepoznate i od strane lokalne zajednice te su zbog toga bilo pojedincima, ekipama ili Klubu u cjelini već nekoliko godina za redom od strane Zajednice sportskih udruga grada Belog Manastira dodijeljena različita priznanja za ostvarene uspjehe i promociju sporta. Svjesni da osvojeni sportski rezultati i dodijeljena odličja imaju pored povijesne vrijednosti i značaj zaloga i obveze za budućnost, članovi Kluba i dalje ustrajno treniraju od tri do šest dana u tjednu te tako stječu nova karate znanja i vještine i pripremaju se za različita nova natjecanja na kojima redovito sudjeluju od dva do tri puta mjesečno.
U želji da svoje aktivnosti oplemeni novim aktivnostima koje će se pozitivno odraziti i na gospodarsku, kulturalnu i socijalnu dobrobit Baranje, Klub je svoje redovite djelatnosti obogatio sa sljedećim sadržajima:
Kup grada Belog Manastira. Od 2008. godine organizira međunarodno karate natjecanje na kojemu svake godine sudjeluje po nekoliko stotina karataša mlađe i starije životne dobi.
Suradnja s drugim klubovima/udrugama. U posljednjih nekoliko godina je aktivno sudjelovao na nekoliko seminara o borilačkim vještinama organiziranim od strane drugih klubova. Od 2013. godine u suradnji s udrugom „Alerga“ provodi jednogodišnji projekt „Vježbanjem do poboljšanja kvalitete zdravlja“ te je tako aktivno uključen u podizanje kvalitete života osoba s poteškoćama dišnog sustava izazvanih alergijskim oboljenjima. U tu svrhu u Klubu je na godinu dana zaposlena jedna mlada nezaposlena osoba oboljela od alergijske bolesti. Danas u klubu vježba oko 70 članova svih uzrasta i s njima radi pet trenera.
Nino Opačić - trener
Dalibor Svetličić - trener
Igor Jakobfi - trener
Niko Opačić - trener
Dario Svetličić - trener
Vanesa Vitendorf - trenerica
Karlo Svetličić - tajnik

## Vanjske poveznice
Karate klub "Beli Manastir 98"
Izvor: 
- Marijan Belčić: "I bez potrebnih tatamija osvajaju medalje", Baranjski dom, I, 4, 8 - Beli Manastir, 3-4. IV. 2006.